# Erythrina resupinata
Erythrina resupinata är en ärtväxtart som beskrevs av William Roxburgh. Erythrina resupinata ingår i släktet Erythrina och familjen ärtväxter. Inga underarter finns listade i Catalogue of Life.